# Blechnum proliferum
Blechnum proliferum är en kambräkenväxtart som beskrevs av Eduard Rosenstock. Blechnum proliferum ingår i släktet Blechnum och familjen Blechnaceae. Inga underarter finns listade.